# قرار مجلس الأمن التابع للأمم المتحدة رقم 573
قرار مجلس الأمن الدولي رقم 573 لعام 1985 بتاريخ 4 أكتوبر يدين مجلس الأمن فيه العدوان الإسرائيلي على تونس (عملية الساق الخشبية)، والذي تسبب عن خسائر فادحة في الأرواح بالإضافة إلى أضرار مادية كبيرة، ويحث الدول الأعضاء في الأمم المتحدة على أن تتخذ تدابير لثني إسرائيل عن أعمال عدوانية مماثلة.